# Општина Ариниш (Марамуреш)
Ариниш (рум. Ariniş) општина је у Румунији у округу Марамуреш.
Oпштина се налази на надморској висини од 177 m.